# Limburgerhof
Limburgerhof è un comune di 11 578 abitanti della Renania-Palatinato, in Germania.
Appartiene al circondario (Landkreis) del Reno-Palatinato (targa RP).

## Azienda
Oltre alla fabbrica di zucchero di Friedensau e alla stazione di ricerca agricola BASF, nella zona dell'attuale Limburgerhof c'erano due vecchie aziende che esistevano già nel 1900: Johann Brendel e l'azienda di allevamento di vermi Claus. Entrambe le aziende erano conosciute in tutto il paese.
PM-International è stata fondata nel 1993 da Rolf Sorg al Limburgerhof.

## Letteratura
- Heinrich Zier (editore.): Limburgerhof von 1972 bis 2002. Die Entwicklung einer jungen Gemeinde. (Lingua tedesca) Weiß und Hameier, Ludwigshafen 2002.